# Hacker International
Hacker International fue una empresa japonesa de videojuegos que desarrolló y publicó juegos entre 1990 y 2001 para una variedad de consolas, como la Famicom, PC Engine, PlayStation y PC. La empresa era conocida por su enfoque pornográfico de los juegos, con juegos como AV Pachi-Slot y Soap Panic, que ofrecían desnudos femeninos como recompensa al jugar con habilidad. Estos juegos solían distribuirse por correo y vendían entre 30.000 y 50.000 ejemplares cada uno.
Muchos de sus juegos fueron desarrollados por empresas taiwanesas y salieron a la venta en forma no pornográfica en otras partes del mundo; sin embargo, tres fueron lanzados en Estados Unidos para la Nintendo Entertainment System con la pornografía intacta (aunque a veces modificada para "occidentalizar" los rasgos de las chicas) por otra empresa taiwanesa, Panesian.

## Historia
El nombre "Hacker" fue utilizado por primera vez por Satoru Hagiwara, empresario y ex-productor musical, para una revista mensual.
Hacker International fue fundada por Hagiwara para dar salida a las ideas de sus escritores; su primer producto fue el Hacker Junior, una actualización para las consolas Famicom que ofrecía salida de vídeo compuesto y mandos turbo, por lo que fueron demandados por Nintendo y finalmente llegaron a un acuerdo extrajudicial.
La empresa también era conocida por el software Disk Hacker, que permitía a los usuarios copiar discos de la Famicom Disk System utilizando sólo una Disk System normal (en contraposición al método oficial de utilizar las unidades Disk Writer autorizadas de Nintendo, que sólo se colocaban en las tiendas de juegos y cobraban 500 yenes por copiar un juego seleccionado en el disco de un cliente). Se lanzaron varias versiones para combatir las sucesivas medidas antipiratería introducidas por Nintendo.
Además de lanzar juegos para la Famicom, Hacker lanzaria juegos para la PC Engine. A diferencia de Nintendo, NEC fue más tolerante con estos juegos, y de hecho, NEC daría las gracias a la compañía por ayudar en las ventas de la consola.
Hacker se convirtió en licenciatario de PlayStation con el nombre de Map Japan, lanzando quince juegos, sin embargo, la empresa cerraría en 2001, debido a la competencia de otros editores y la pérdida de interés de Hagiwara en los juegos.
Se debate la relación de Hacker con otras compañías japoneses de juegos para adultos de la época, como Super Pig y MIMI Pro. En el caso de Super Pig, algunos afirman que esto es simplemente un seudónimo bajo el cual Hacker publicó juegos de Disk System, mientras que otros sostienen que es una compañía completamente separada que solo ocasionalmente trabajó con Hacker.

## Juegos

### Famicom
- AV Poker
- Idol Shisen Mahjong
- Mahjong Companion
- Mahjong Summit Kabuchiko Hen
- Pyramid Cleopatra Kiki Ippatsu
- Shisen Mahjong: Seifuku Hen
- AV Dragon Mahjang
- AV Mahjong Club
- AV Pachi Slot: Big Chance
- AV Super Real Pachinko
- AV World Soccer
- Hanafuda Yūkyōde Nagarebana Oryu
- Hayama Reiko: Katsuragi Mayako no AV Hanafuda Club
- Miss Peach World
- Soap Panic

### Famicom Disk System
- Bodyconquest I (Créditos otorgados a Indies Soft)
- Bishoujo SF Alien Battle

#### Juegos de Super Pig
- Sexy Invaders
- Bishoujo Sexy Derby
- Bishoujo Sexy Slot
- Moero Yakyuuken
- Gal's Dungeon: Yakyuuken Part II

### PC Engine
Estos juegos fueron lanzados bajo la marca Game Express.
- Lady Sword
- Kyuukyoku Mahjong Idol Graphic
- Strip Fighter II
- Bodyconquest II
- Kyuukyoku Mahjong Idol Graphic II

### PC Engine CD
Estos juegos fueron lanzados bajo la marca Game Express, se requiere la tarjeta del Games Express System para poder jugarlos.
- Hi-Leg Fantasy

## Controversias
Ninguno de los juegos de Hacker, a excepción de sus 15 juegos para PlayStation, contaba con licencia de los respectivos fabricantes de consolas.
Hiroshi Yamauchi se opuso personalmente al contenido pornográfico en los juegos de Famicom, ya que consideraba que empañaría la reputación de Nintendo. Cuando la revista Family Computer de Tokuma Shoten publicó anuncios sobre los juegos de Hacker, sintió que su relación con Nintendo estaba amenazada, por lo que, cinco de los principales ejecutivos de Tokuma se dirigieron a la compañía para disculparse personalmente ante Yamauchi.